# Helianthemum nutans
Helianthemum nutans là một loài thực vật có hoa trong họ Nham mân khôi. Loài này được Brandegee mô tả khoa học đầu tiên năm 1889.